# Municipio de Oacoma
El municipio de Oacoma (en inglés: Oacoma Township) es un municipio ubicado en el condado de Lyman en el estado estadounidense de Dakota del Sur. En el año 2010 tenía una población de 71 habitantes y una densidad poblacional de 0,4 personas por km².

## Geografía
El municipio de Oacoma se encuentra ubicado en las coordenadas 43°48′41″N 99°25′17″O / 43.81139, -99.42139. Según la Oficina del Censo de los Estados Unidos, el municipio tiene una superficie total de 177.63 km², de la cual 155,06 km² corresponden a tierra firme y (12,71 %) 22,57 km² es agua.

## Demografía
Según el censo de 2010, había 71 personas residiendo en el municipio de Oacoma. La densidad de población era de 0,4 hab./km². De los 71 habitantes, el municipio de Oacoma estaba compuesto por el 95,77 % blancos, el 2,82 % eran amerindios, el 1,41 % eran asiáticos. Del total de la población el 0 % eran hispanos o latinos de cualquier raza.